# Pachyphyllum gracillimum
Pachyphyllum gracillimum är en orkidéart som beskrevs av Charles Schweinfurth. Pachyphyllum gracillimum ingår i släktet Pachyphyllum och familjen orkidéer. Inga underarter finns listade i Catalogue of Life.